# Onthophagus togeman
Onthophagus togeman là một loài bọ cánh cứng trong họ Bọ hung (Scarabaeidae).